# I morti non si contano
I morti non si contano (¿Quién grita venganza?) è un film del 1968, diretto da Rafael Romero Marchent.

## Trama
Una banda di fuorilegge sta terrorizzando i proprietari terrieri di Blakestone Hill: alcuni che si rifiutano di firmare gli atti di cessione vengono uccisi, e altri sono costretti a firmare gli atti. Fred Danton e Johnny, due bounty killer allettati dalle vistose taglie fissate per catturare o per uccidere i fuorilegge, si mettono subito in azione e individuano i Rodgers, uno dei maggiorenti di Blakestone-Hill, il misterioso capo del racket delle terre.